# Maroulás (Kýthnos)
Maroulás (en grec moderne : Μαρουλάς) est un site archéologique situé sur l'ile de Kythnos, dans les Cyclades, en Grèce. Il s'agit d'un établissement mésolithique situé à Loutrá et datant d'entre 8800 et 8600 av. J.-C. Le site semble avoir été utilisé pendant quelques siècles au début du IXe millénaire av. J.-C.. Maroulás est le plus ancien village connu dans les iles de la mer Égée.

## Historique
Le site avait été identifié comme un établissement pré-néolithique en 1975, mais cette opinion a été fortement contestée jusqu'à la première exploration du site en 1995. Les fouilles se sont poursuivies entre 2001 et 2005 par l'université de l'Égée et le 21e Éphorat des Cyclades. Des bases de maisons, des tombes, des outils en pierre et des résidus alimentaires de faune et de flore y ont été découverts,,.

## Données générales
Maroulás est le seul site mésolithique en plein air de la mer Égée dont les traces ont été préservées. Alors que le niveau de la mer était de 50 à 60 m plus bas à l'époque mésolithique, le site est aujourd'hui situé au même niveau que la mer et une partie importante de celui-ci a été détruite. Il semble que ce soit le seul campement mésolithique de la mer Égée à avoir été partiellement épargné par la montée du niveau de la mer, car il ne se trouvait pas sur la côte à cette époque.

## Habitat
D'après les données de fouilles, les bâtiments de Maroulás étaient de forme circulaire avec un diamètre de 3 à 4 m. Leurs sols étaient recouverts de pierres, tandis que certains d'entre eux étaient utilisés plusieurs fois. Parfois, les structures sont regroupées, comme c'est le cas dans la partie centrale du site, et ailleurs, elles sont disposées de manière plus éparse. On compte 15 à 31 structures de ce type. La majorité des structures, et les plus endommagées, sont situées sur le côté est de l'agglomération, au bord de la mer.
Le type d'habitation circulaire de Maroulás était habité par des groupes de chasseurs-cueilleurs dont le degré de sédentarité est discuté, bien qu'il semble qu'il y ait eu des reconstructions, indiquant une utilisation durable. On ne connait pas d'autres habitations similaires datées du Mésolithique en Europe du Sud-Est,.

## Sépultures
À Maroulás, il existe une diversité de structures funéraires, à en juger par celles qui ont été découvertes. L'existence de tombes secondaires rappelle les pratiques funéraires du Natoufien du Levant, tandis que le placement de la stèle sur le corps rappelle les pratiques vues sur les sites de Mallaha et d'El Wad. Les 26 sépultures de Maroulás font partie d'un nombre limité de sépultures de la période mésolithique connues en Grèce, les pratiques funéraires de cette période n'ayant été identifiées que dans les grottes de Franchthi, en Argolide, et de Theópetra (en), dans la région de Tríkala,.

## Industrie lithique
Les outils en pierre de Maroulás étaient principalement faits de quartz local et, dans une moindre mesure, d'obsidienne et de silex de Milos. On pense que ces outils ont dû s'adapter aux matières premières disponibles localement, en particulier le quartz. Maroulás présente des similitudes avec d'autres sites mésolithiques en Grèce, tels que Franchthi, principalement en termes de production à grande échelle et de présence limitée d'outils microlithiques. L'utilisation de l'obsidienne suggère une navigation dans la mer Égée pour l'approvisionnement en matières premières ou en outils prêts à l'emploi en provenance de Milos,.

## Vestiges animaux et végétaux
Des restes de porcs, de lapins, d'oiseaux sauvages ont été trouvés dans la zone du campement. Les habitants se nourrissaient même de poissons, de crustacés et de mollusques terrestres. Les vestiges de végétaux se limitent à des échantillons de graines de plantes des steppes ouvertes. Cependant, l'existence de meules et de mortiers suggère la consommation de céréales sauvages, qui n'ont toutefois pas été trouvées.
Une étude des vestiges provenant des porcs et des poissons, basée sur la saisonnalité de leurs naissances et la période de leur pêche respectivement, indique que le site était habitée de façon saisonnière, au moins à partir du milieu de l'hiver jusqu'à la fin du printemps.